# Kiti Mánver
Kiti Mánver (Antequera, 11 mei 1953) is een Spaans theater- en televisieactrice.

## Biografie
Mánver speelde sinds 1970 al in meer dan honderd films en tv-series. In 1991 won ze de Goya voor beste vrouwelijke bijrol in de film Todo por la pasta. Bij ons is ze bekend voor haar rollen in series die ook op Netflix te zien zijn. In de serie Gran Hotel speelde ze Markiezin de Vergara, een bijrol. In 2017 speelde ze Mariví in La casa de papel en datzelfde jaar werd ze ook bordeeluitbaatster Victoria in Las chicas del cable. In La casa de papel (ook 2017) speelde ze de moeder van politie-inspecteur Raquel Murillo.

## Prijzen
| Jaar | Prijs                                  | Categorie                | Titel             | Resultaat   |
| ---- | -------------------------------------- | ------------------------ | ----------------- | ----------- |
| 1991 | Goya                                   | Beste vrouwelijke bijrol | Todo por la pasta | Gewonnen    |
| 2007 | Círculo de Escritores Cinematográficos | Beste vrouwelijke bijrol | Luz de domingo    | Genomineerd |
| 2009 | Círculo de Escritores Cinematográficos | Beste vrouwelijke bijrol | Pagafantes        | Gewonnen    |

- Bibsys: 5015364
- Biblioteca Nacional de España: XX1413818
- Bibliothèque nationale de France: cb16196548v (data)
- Gemeinsame Normdatei: 130223921
- International Standard Name Identifier: 0000 0001 1456 1608
- Library of Congress Control Number: nr00012222
- Istituto Centrale per il Catalogo Unico: URBV231730
- Système universitaire de documentation: 180449028
- Virtual International Authority File: 120191592
- WorldCat: E39PBJkD3HwhHjvrp8rKYgTrbd